# Leon Adams
Leon David Adams (Boston, 1 de febrero de 1905-San Francisco, 14 de septiembre de 1995) fue un periodista, publicista, historiador y cofundador estadounidense del Wine Institute. En 1958, se publicó el libro de Adams Commonsense Book of Wine, que buscaba llevar el vino de mesa a la vida cotidiana en los Estados Unidos. Su libro Wines of America, publicado en 1973, es considerado el "trabajo más completo sobre el tema", específicamente en lo que respecta a la industria del vino de California.

## Biografía
Nació en Boston, Massachusetts, en 1905. Estudió en la Universidad de California en Berkeley, y trabajó como periodista para diversas publicaciones, entre ellas McClatchy News Service y el San Francisco Bulletin. Adams abogó por leyes sobre bodegas agrícolas que se aprobaron en muchos estados durante las décadas de 1970 y 1980. Estas leyes ayudaron a los productores de uva a abrir bodegas y vender sus vinos al por mayor y al por menor. Fundó la Sociedad de Médicos Amigos del Vino, que reúne a médicos para frecuentes catas de vino.
Trabajó en California y vivió en Sausalito. Falleció en San Francisco el 12 de septiembre de 1995. El New York Times lo llamó "el historiador del vino fundamental en los Estados Unidos en el siglo XX".